# Holzkirchen (Ortenburg)
Holzkirchen ist ein Gemeindeteil des Marktes Ortenburg  im niederbayerischen Landkreis Passau.

## Namensursprung
Der Ursprung des Ortsnamens „Holzkirchen“ lässt sich nicht mehr eindeutig bestimmen.
Aus zwei unterschiedlichen Standpunkten wird versucht, eine Erklärung über das Herkommen des Ortsnamens zu geben:
Einen Ausgangspunkt bietet der Kirchenbau aus Holz, einen weiteren die Lage der Kirche im Holz (Wald).

## Geographie
Holzkirchen liegt im Klosterwinkel sowie im Holzland südlich der Donau und nördlich der Rott in der typischen Unterbayerischen Hügellandschaft. Der Ort liegt 17 km westlich von Passau, 7 km südöstlich von Vilshofen, 15 km nördlich von Bad Griesbach und 20 km nördlich von Pocking. Über die 20 km entfernte Anschlussstelle Garham besteht Anschluss an die Bundesautobahn 3.

## Geschichte
Historisch nachweisbar ist der Ort Holzkirchen erstmals im 12. Jahrhundert.
Im Jahr 1160 trat ein  gewisser Cunradus de holcenkirchen als Zeuge bei einer Schenkung an das Kloster Aldersbach auf.
Zum ersten Mal wurde 1363 mit Eberhard dem Ortenberger ausdrücklich ein Pfarrer von Holzkirchen genannt, was darauf schließen lässt, dass zu dieser Zeit Holzkirchen eine eigenständige Pfarrei gewesen sein muss. 1376 wird Holzkirchen im Testament Heinrich Tuschls erwähnt, einem der bedeutendsten und umfangreichsten Dokumente des 14. Jahrhunderts.
Wie viele katholische Ortschaften so war auch diese von den Nachwirkungen der Reformation im 16. Jahrhundert betroffen. Um 1500 wurde diese Pfarrei, welche man mit jener von Steinkirchen und Ortenberg vereinte, unter das Patronat des lutherischen Grafen von Ortenburg gestellt. Reichsgraf Joachim führte im Juni 1573 nach dem Leitsatz: „Cuius regio, eius religio“ den lutherischen Glauben offiziell ein. Da jedoch der überwiegende Teil der Bevölkerung nicht zum lutherischen Glauben konvertierte, gab es in der Folgezeit zahlreiche Streitfälle zwischen den beiden Konfessionen.
Aus diesem Grund ließ Herzog Wilhelm V. in der Nacht des 14. Juli 1583 die Kirchentüre durch 300 Bewaffnete vermauern. Am 7. August 1583 wurde die Kirche auf zahlreiche Bittschriften von jenem wieder geöffnet und der katholische Gottesdienst wieder eingeführt. Seitdem ist Holzkirchen selbständige katholische Pfarrei. Aus einer Überlieferung des Jahres 1830 ist bekannt, dass die Gegenreformation nicht einmal vor den Toten halt machte:
Nachdem der katholische Gottesdienst wieder eingeführt worden war, wurde der Gottesacker an jener Seite, wo die Lutherischen begraben lagen, 3 Schuh tief mit Erdreich überfahren, so dass bei der Tiefe der Gräber nie mehr ein Katholischer zu einem Protestanten käme.
Auch heute noch führen Stufen vom Friedhof hinunter in die Kirche. Die spätgotische Pfarrkirche St. Andreas wurde 1868 neugotisch verändert. Tabernakel und Figuren sind barock, die sonstige Ausstattung stammt aus dem Jahr 1958.
Holzkirchen selbst hat zwar nie einer Gemeinde den Namen gegeben bzw. war dessen Zentralort, dennoch war es bis zur Gemeindegebietsreform Sitz der Verwaltung der Gemeinde Söldenau. Am 1. Oktober 1970 wurde Holzkirchen beim Zusammenschluss der Gemeinden Söldenau und Iglbach ein Gemeindeteil der neuen Gemeinde Wolfachau, welche am 1. Mai 1978 wiederum in der Gemeinde Ortenburg aufging.

## Kerzenwallfahrt zum Bogenberg

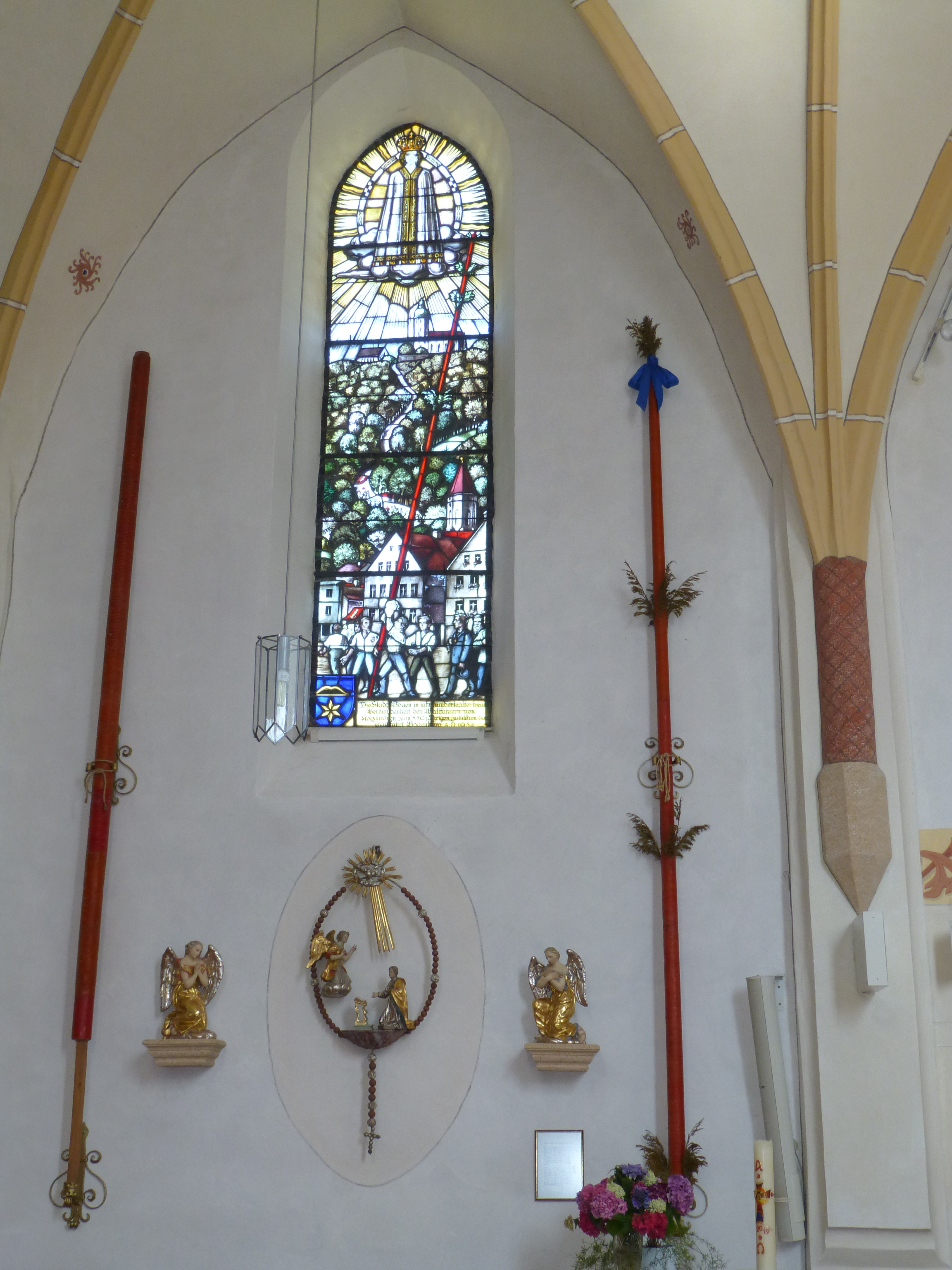
Zwei 4,4 m Kerzen aus der Kerzenwallfahrt

Holzkirchen ist berühmt wegen seiner Kerzenwallfahrt zur Wallfahrtskirche Bogenberg, die alljährlich am Pfingstwochenende stattfindet. Getreu ihrem Versprechen bringen die Einwohner Holzkirchens jährlich eine 13 Meter lange Kerze zum Dank zur Gottesmutter für ihre Hilfe gegen die schädlichen Borkenkäfer.